# ボニータ!ボニータ!! 〜名古屋ガールズコレクション〜
『ボニータ!ボニータ!! 〜名古屋ガールズコレクション〜』（ボニータボニータ なごやガールズコレクション）は、2007年8月6日から2010年3月28日までテレビ愛知で放送されたバラエティ番組。

## 概要
ファッション情報誌『SpyGirl』との提携により企画・制作された女性向けのバラエティ番組で、毎回ファッションや美容などをテーマにした番組企画を実施していた。収録は主にテレビ愛知本社併設のスタジオで行っていたが、実施する企画の内容によっては名古屋国際会議場やスポンサーのジャズドリーム長島などで行うこともあった。
この番組は、当初は『スパイガールTV Bonita! Bonita!!』（スパイガールティービー ボニータボニータ）の題で月曜深夜に放送されていたが、2007年11月19日に行われた番組リニューアルと同時に改題された。また、2008年10月5日に行われた2度目のリニューアルによって、以後は日曜午前枠で放送されるようになった。

## 放送時間
時刻はいずれもJST、テレビ愛知のみで放送。

### 本放送
- 毎週月曜 24:13 - 24:43 （2007年8月 - 2008年9月） - 当時、テレビ愛知はこの番組を放送するために月曜の『スポパラ』を第1部で飛び降りていた。
- 毎週日曜 11:30 - 12:00 （2008年10月 - 2010年3月） - 『きらきらアフロ』との枠交換により、以後は日曜午前枠で放送。

### 再放送
- 毎週土曜 25:15 - 25:45 （全期間） - 放送時間の変更例については下記を参照。

### 備考
- テレビ愛知は2008年6月16日深夜の『きらきらアフロ 祝・松嶋結婚SP』をテレビ東京ほかとの同時ネットで放送するため、本来なら同時間帯で放送するはずの『ボニータ!ボニータ!!』の本放送を休止し、代わって6月22日に当時『きらきらアフロ』の遅れネット枠として使われていた日曜11:25枠で『ボニータ!ボニータ!!』の再放送を実施したことがある。その関係から、その前日に行われるはずの再放送は休止になり、代わって『モヤモヤさまぁ〜ず2』が放送された。なお、前述の『祝・松嶋結婚SP』によって休止になった回は6月23日深夜に放送された。
- 日曜午前枠へ移動して初めての本放送では、11:00からの1時間スペシャルで放送された。また、同日の再放送は本来の土曜深夜枠で『GO!GO!アッキーナ』の最終回が放送された関係から、2008年10月13日（月曜） 10:50 - 11:50に放送された。
- 最終回の再放送は編成上の都合により、土曜24:50から放送された。

## 出演者
SHEILA
『スパイガールTV』時代からの出演者で、番組本編のメインMCを担当。
植松晃士
『スパイガールTV』時代からの出演者で、番組のご意見番を担当。
荒井千里（当時テレビ愛知アナウンサー）
『ボニータ!ボニータ!!』からの出演者で、メインアシスタントを担当。番組終了から1年後にテレビ愛知を退社し、SHEILAと同じホリプロの所属タレントとなった。
伊藤直人
『ボニータ!ボニータ!!』からの出演者で、サブアシスタントを担当。地元名古屋市出身の若手俳優で、初登場時は現役男子高校生だった。
狩野英孝
『ボニータ!ボニータ!!』からの出演者で、準レギュラー扱いで出演。
落合健太郎
『スパイガールTV』時代からの出演者で、ファッションショー企画のナビゲーターを担当。
ケン・マスイ
ファッションショー企画のナビゲーターを担当。
平松伴康
ファッションショー企画のナビゲーターを担当。
松田美帆子（キャラメルクラッチ）
「Bonita!緊急指令メール」のリポーターを担当。
森瞳（キッチンパーク）
「Bonita!緊急指令メール」のリポーターを担当。
ボニギャル → ボニータ!ガール
この番組に出演していた10代後半から20代半ばまでのファッションモデル、およびSKE48に所属するアイドルたちの総称。ボニギャルと呼ばれていた当時のメンバーはファッションモデルのみで、当初は13人が在籍していた。後に15人にまで増員されたが、2008年10月の番組リニューアルとともに11人が降板し、継続出演者の4人に新メンバーを加えた新生ボニータ!ガールが結成された。メンバー全員が出演するのではなく、その日実施する企画の内容に合わせて出演者の数が変動していた。以下は番組終了時の主なメンバー。
- 桃華絵里、ちひろ、平田香織、ナナコ、壁谷明音、Chiho、吉兼成美、伊藤美希、山本優希（以上ファッションモデル）
- 松井珠理奈、松井玲奈、大矢真那、桑原みずき（以上SKE48）

## 観覧希望者および番組企画の募集
この番組は、2008年9月までは収録現場に観覧希望者を招く公開収録の形式を採っていた。ただし、応募には制限があり、男性ならびに子連れの女性は収録現場への参加が許可されていなかった（男性に関しては、女性とのカップルであれば参加可能だった）。それと並行して、視聴者から番組企画の原案を募集していた。投稿した企画が採用されると、その投稿者にはテレビ愛知から番組のオリジナルグッズが贈られた。観覧希望者および番組企画の募集は、2008年9月までの放送内容に対応した旧公式サイト内で行われていた。
しかし、番組は2008年10月のリニューアルとともに観覧希望者の募集を打ち切り、以後は観覧者がいない状態で収録を行うようになった。また、同時期より番組企画の募集も行わなくなった。

## エンディングテーマ
- Hey! Girl!! （note）
- スタイリッシュスター（平田香織）

## スタッフ
- ナレーター - 赤川美咲
- スタジオセットイラスト - 桜沢エリカ（Calla Co.,LTD.）
- 構成 - 松本えり子、太田マサトシ
- ディレクター - 野村佳大、深井紀行、二ノ宮拓郎、江畑知栄、永柳淳
- AP （プロデューサー補） - 稲葉奈津江
- チーフディレクター - 蟹江孝
- 演出 - 石黒裕己
- プロデューサー - 白川靖男
- チーフプロデューサー - 板垣譲治
- 制作協力 - アイプロ、テイクス
- 制作著作 - テレビ愛知